# Nasilje v oglaševanju
Nasilje v oglaševanju je zlorabljanje moči enega v škodo drugega na področju oglaševanja, ki je prisotno na vseh področjih medijev v različnih oblikah. Skoraj vsaka druga (od treh) televizijskih oddaj vsebuje nasilje – v povprečju 6 nasilnih dejanj na uro. Še več nasilja je v otroških oddajah, kjer je povprečje 14 nasilnih dejanj na uro. Več kot polovica glasbenih videospotov vsebuje nasilje, v večini nad ženskami. Otroci so do 18. leta starosti izpostavljeni skoraj 200,000 nasilnim dejanjem v medijih (40,000 umorov). Kriteriji za ocenjevanje filmov so postali manj strogi v zadnjem desetletju in filmi z enako oceno (priporočljivo starostjo za ogled) se lahko zelo razlikujejo v količini nasilnih vsebin. Gledanje filmov, ki vsebujejo nasilje, pa je popularna oblika zabave, prav tako je
popularno tudi gledanje ali branje o nasilnih zločinih. Nasilje je zanimivo in pritegne veliko občinstva, zatorej novice široko pokrivajo področje nasilja in zločina. Otroci radi igrajo računalniške igrice, ki vsebujejo nasilje in tako so ljudje velikokrat izpostavljeni nasilju, kar ima negativne posledice na njihovo obnašanje. Veliko raziskav je proučevalo učinke nasilja v oglaševanju na posameznike in družbo (Anderson, idr., 2003; Wood,
Wong and Chachere 1991; Eron idr., 1972; Freedman 1986; Felson 1996), a je nasilje kljub vsem kritikam uporabljeno kot prodorna tehnika oglaševanja, ki privabi veliko gledalcev ali uporabnikov.

## Raziskave
Na področju nasilja v oglaševanju je bilo narejenih že veliko raziskav, ki so pripeljale do različnih zaključkov.

### Tri "siva območja"
Andrea Martinez (1994) je zaključila, da pomanjkanje zavedanja o nasilju v oglaševanju pojasnimo s tremi »sivimi območji«. Prvo območje zaobjema dejstvo, da je medijsko nasilje težko definirati in izmeriti. Nekateri nasilje v risankah štejejo med nasilje v oglaševanju, nekateri pa ne, zaradi poudarka na komičnosti in nerealnosti predstav v risankah. Drugo območje zaobjema dejstvo, da je težko določiti povezavo med nasiljem v oglaševanju in agresivnostjo. Nekateri zagovarjajo, da sta vzročno povezana, drugi pravijo, da ne. Tretje območje objema dvome o tem, kakšna je vrsta povezave med agresivnostjo in nasiljem v oglaševanju – nekateri pravijo, da je povezava psihološka, in sicer je povezava v mehanizmih učenja (kognitivni skripti). Drugi pravijo, da je povezava fiziološka, ker izpostavljenost nasilju poviša srčni utrip in pritisk (stimulativni boj ali beg odziv je predpogoj za agresivnost v realnem svetu). Zaključila je, da obstaja šibka, a pozitivna povezava med agresivnostjo in nasiljem v oglaševanju.

### Povečanje agresivnega vedenja
Izsledki kažejo, da izpostavljenost nasilju zviša verjetnost nasilnega vedenja takoj po izpostavljenosti kot tudi v dolgotrajnejšem kontekstu (Anderson, idr., 2003). Wood, Wong in Chachere (1991) so naredili raziskavo, kjer so otroke in najstnike izpostavili nasilni in kontrolni predstavi, kasneje pa so opazovali njihovo vedenje v spontani socialni interakciji. Ugotovili so, da izpostavljenost medijskemu nasilju zvišuje nasilno vedenje v primerjavi s kontrolno skupino. Nasilje v oglaševanju tako spodbuja nasilje in antisocialna vedenja v splošnem. Philips (1983) je tudi odkril povezavo med zvišanim številom umorov in zelo oglaševanim prvenstvom v težkokategoričnem boksu tistega časa.

### Povečano dojemanje sveta kot nevarnega
George Gerbner je opravil najdaljšo študijo televizijskega nasilja. Redni gledalci televizije strmijo k temu, da dojemajo svet v skladu s prikazi na televiziji. Ko se gledalčevo dojemanje sveta ujema s prikazi na televiziji, postane gledalec bolj pasiven, tesnoben in prestrašen. To Gerbner poimenuje »sindrom zlobnega sveta«. Zaključil je, da tisti, ki več gledajo televizijo, bolj verjetneje precenjujejo tveganje doživetja nasilja, verjamejo, da je njihovo bivanjsko okolje nevarno ter verjamejo, da je strah pred nasiljem resen osebni problem in predvidevajo, da se kriminal razširja, četudi se ne. Te izsledke so potrdile tudi nadaljnje raziskave, ki so pokazale, da ljudje, ki so veliko izpostavljeni nasilju po televiziji, verjamejo, da je svet zelo nevaren (bolj kakor ljudje, ki so mu manj izpostavljeni).

## Učinek oglaševanja na otroke
Oglaševanje dandanes vpliva na otroke skozi televizijske programe, DVD-je, video igrice, internet, mp3 predvajalnike in mobilne telefone. V svetu brez mej oglaševanja, se to pojavlja v šolah, kjer se industrija zanaša, da bo oglaševanje med otroci potekalo »samo od sebe« in bodo le ti opravili nadaljnje oglaševanje zanje s spodbujanjem promoviranja produktov njihovim vrstnikom. Oglaševanje pa promovira več kot le izdelke in blagovne znamke, promovira tudi vrednote in vedenja. Nasilje v oglaševanju je le eden od negativnih vidikov povezanih z njim, tukaj pa so še motnje hranjena, razlike med spoloma, pomanjkanje otrokove simbolne igre, materialne vrednote in prenajedanje, kar prav tako spodbuja današnje oglaševanje. Nasilje spodbujajo raznorazni filmi (Spiderman, Transformerji), kakor tudi nasilne igrače, katerih je ogromno v oglaševanju. Oglaševanje otrokom je zelo razširjeno in njim namenjajo oglaševalci vedno več sredstev v primerjavi s časom nekaj desetletij nazaj. Današnje generacije otrok se najbolj zavedajo blagovnih znamk (imajo več znanja o njih kakor odrasli in kakor otroci v preteklosti). Otroci stari od 2 do 11 let so izpostavljeni več kot 25,000 oglasom na televiziji v letu, k temu pa moramo prišteti še oglaševanje na internetu, telefonih, šolskih avtobusih in drugje. Danes ima namreč že skoraj vsak večji televizijski program, ki je namenjen otrokom, linijo licenčnega oglaševanja, ki vključuje hrano, igrače, obleke in pripomočke.

### Največji učinek na otrocih
Največje negativne učinke nasilja v medijih lahko vidimo ravno na otrocih, ki so toliko bolj dojemljivi za oglaševalne propagande. Do 8. leta starosti otroci še ne razumejo prepričevalnih učinkov oglaševanja in težko razlikujejo med oddajami, oglasi in resničnostjo.  Otroci posnemajo nasilje, ki ga vidijo na televiziji, kar je pojasnljivo s teorijo socialnega učenja, ki je zelo razširjena v socialni psihologiji (Felson, 1996). Ta predlaga, da se otroci učijo z opazovanjem v socialnih situacijah in se kasneje tudi obnašajo kot ti, ki jih opazujejo - tudi brez zunanjih spodbud. Otroci težje razlikujejo med prikazanim na televiziji in resničnim svetom in so zatorej bolj podvrženi posnemanju nasilja v resničnih življenjskih situacijah po vzgledu nasilnih karakterjev v oddajah in oglaševanju (uporaba nasilja v reševanju konfliktov).
L. Eowell Huesmann je v svojih študijah prišel do zaključka, da bo otrok najverjetneje razvil agresivne vzorce vednja, če bo
•	gledal nasilje po televiziji (oddaje, oglaševanje, filmi),
•	verjel, da je prikazano nasilje enako resničnemu življenju in
•	se identificiral z agresivnimi karakterji v oddajah.
Otroci, ki so nagnjeni k nasilnim vedenjem tudi bolj uživajo v gledanju nasilja po televiziji, kar posledično še zviša verjetnost pojavljanja nasilnega vedenja. Ugotovil je torej, da otroci, ki imajo preferenco po nasilni televizijski zabavi dosežejo višje indekse agresivnosti na testih. John Murray razlaga korelacijo med nasiljem na televiziji in agresivnim obnašanjem gledalcev s tem, da je zgodnja preferenca po nasilju na televiziji in drugih medijih (zabavne oddaje in oglaševanje) faktor pri produkciji agresivnega in antisocialnega vedenja v obdobju razvoja.

### Učinek prestrašenosti
Veliko študij pa je prišlo do zaključka, da nasilje v medijih prestraši otroke in je lahko ta učinek dolgotrajen. Singer, Slovak, Frierson in York so že leta 1998 prišli do zaključka, da je povišanje psihološke travme (anksioznost, depresija, posttravmatska stresna motnja) povezano s povišanim številom ur gledanja televizije v dnevu. Leta 1999 je Judith Owens k tej ugotovitvi dodala tudi, da je prisotnost televizije v otrokovi spalnici povezana s težavami s spanjem pri otroku. Starši so poročali, da njihove otroke trpinčijo nočne more po gledanju nasilja po televiziji. Tom Van der Voort je s svojo obsežno raziskavo razjasnil, da kljub temu da so otroci sposobni razlikovati med risankami, detektivskimi trilerji in resničnim svetom, velikokrat zamenjajo te med seboj in so zmedeni pri razlikovanjem realističnih programov od realnosti. Ker ne razumejo nasilja v teh prikazih ter ne zmorejo slediti zgodbi, postanejo otroci anksiozni. To je problematično, ker otroci radi gledajo resničnostne programe, katere enačijo z zabavo. Jacques de Guise je k temu dodala še, da mlajši kot je otrok, manj verjetno je, da bo prepoznal nasilne vložke po televiziji kot nasilje. Kljub prestrašenosti in morebitni anksioznosti ob gledanju nasilja, pa otroci bolj tolerirajo nasilje v resničnem svetu, če prej gledajo nasilne vložke na televiziji. Izpostavljenost nasilju po televiziji in nasilju v resničnem življenju lahko povzroči preobremenjenost z nasiljem in ti potem bolj verjetno uporabljajo nasilje pri oblikovanju svoje identitete in se pridružijo antisocialni skupini.

### Drugi dejavniki, ki vplivajo na agresivnost
Moramo pa se zavedati, da je prikazovanje nasilja v oglaševanju dostikrat mišljeno satirično in ne dobesedno, česar pa otroci do približno 12. leta starosti niso zmožni prepoznati in ločiti (namenjeno je v večini primerov odraslim). Prav tako se moramo zavedati, da so si otroci med seboj različni in imajo različne razvojne težave, čustvena stabilnost, odnosi z družino in vrstniki večji vpliv na razvoj določenega vedenja (tudi agresivnega). Mediji so le eden od faktorjev, ki predstavljajo tveganje za razvoj agresivnih vzorcev vedenja pri otrocih. Kontrola vsebin, katere otroci gledajo, s strani staršev, predstavlja pomembnejši faktor pri razvoju nasilnega vedenja, kakor količina nasilja, kateremu so izpostavljeni po televiziji. Poleg kontrole pa je pomemben tudi odnos staršev do nasilja v medijih. Študija s strani Kaiser Family Foundation je ugotovila tudi, da približno polovica staršev, katerih otroci so izpostavljeni nasilju na televiziji (med leti 4 in 6), poroča, da so njihovi otroci posnemali nasilno vedenje. Vendar pa je pomembno poudariti, da otroci bolj pogosto posnemajo pozitivna vedenja (87% otrok).

## Oglaševanje in poslovne etike
Če obravnavamo medijske institucije kot poslovne ustanove, potem bi morale biti v skladu s poslovno etiko. Poslovna etika je vrsta profesionalne etike, ki analizira etične principe in moralne probleme, ki se pojavljajo v poslovnem okolju. Poznamo več pristopov k poslovni etiki: kantovski, utilitaristični, aristotelski in kontraktarijski pristop.

### Kantovski pristop
Po kantovskem pristopu je edino etično vedenje tisto, ki je svobodno in motivirano iz pravih razlogov (Stanford Encyclopedia of Philosophy, 2004). Tako so dejanja etična, če so storjena za dobro drugih in niso sebična – vedenje nekoga mora biti takšno, da bi lahko postalo univerzalni zakon človeškega vedenja (Donaldson in Werhane, 1999). Bowie (1998) pravi, da oglaševalske kampanje kršijo načela te etike, ker v svojem oglaševanju uporabljajo nasilje zgolj zato, da bi pritegnili več gledalcev, kar je samo v njihov prid in je sebično, ker ne razmišljajo o negativnih posledicah za ljudstvo. Tako je po tem pristopu uporaba nasilja v oglaševanju neetična.

### Utilitaristični pristop
Utilitaristični pristop k poslovni etiki se osredotoča na rezultate človeškega vedenja, ki se ocenjuje v pogojih zaželenosti njihovih posledic. Vedenje ocenjuje v pogojih prispevanja k vsesplošni sreči in so etična vedenja tista, ki producirajo skupno dobro ali srečo vseh ljudi. Ker izpostavljenost nasilju v oglaševanju povečuje nasilje in antisocialna vedenja posameznika, je takšno oglaševanje po tem pristopu neetično, ker producira bolečino in nesrečo večjemu številu ljudi. Utilitaristi pravijo, da je človekova nesreča, povzročena z oglaševanjem, večja kot morebitna sreča nekaterih ljudi. Po tem pristopu bi naj etičen človek razmišljal tudi o posledicah za naslednje generacije, kar pa medijske institucije ne počnejo in so torej neetične (Donaldson in Wehane, 1999).

### Aristotelski pristop
Po tem pristopu je etično tisto delovanje, ki spodbuja razvoj človekovih sposobnosti, neetično pa je tisto delovanje, ki zavira njihov razvoj, razen v primeru, ko je to najboljša alternativa izmed vseh možnih. Ljudje se rodijo s sposobnostmi biti virtuozi, ampak morajo iti skozi določene stopnje, preden lahko to postanejo. Razviti morajo primerne navade v otroštvu in pridobiti praktično modrost (Solomon, 1992). Izpostavljenost nasilju v oglaševanju negativno vpliva na občinstvo, in sicer vpliva na višje pojavljanje nasilja v takojšnjem in kasnejšem kontekstu (po izpostavljenosti) (Andreson, idr., 2003). Posledično izpostavljenost nasilju negativno vpliva na razvoj sposobnosti in inhibira posameznike, da bi postali virtuozi s praktično modrostjo. Tako je uporaba nasilja v oglaševanju po aristotelskem pristopu k etiki neetično.

### Kontraktarijski pristop
Ta pristop poudarja soglasje posameznikov, ki je izkoriščeno za opravičevanje principov, struktur in politik (Dunfee in Donaldson, 1995). Zagovorniki tega pristopa prosijo ljudi, da si zamislijo situacijo, v kateri ni nobenih zakonov, konvencij in racionalni ljudje sami tvorijo principe, o katerih bi se strinjali in bili univerzalni, da bi tvorili socialne skupnosti, ki bi bile etične (Donaldson in Werhane, 1999). Tako bi se morale korporacije vedno izogibati vsem vedenjem, ki sistematično poslabšajo stanje skupine ali skupnosti in preživijo lahko le s sodelovanjem in predanostjo skupnosti, v kateri delujejo. Raziskave pa so pokazale da nasilje v oglaševanju poslabšuje stanje ljudi in institucij. Posledično lahko sklepamo, da se vsaka racionalna oseba ali institucija ne bi strinjala z uporabo nasilja v oglaševanju. Če se ljudstvo ne strinja z uporabo nasilja v oglaševanju, potem ta ne more postati splošno sprejeti princip. Tudi po tem pristopu je nasilje v oglaševanju neetično.

## Pravila oglaševanja in nasilje
Težave s pretiranim nasiljem v medijih so se začele v 80ih letih, ko je prišlo do preplavljenja z videorekorderji in otroškimi programi (risankami). Tako so imeli otroci dostop do več svobode pri izbiranju in več stika z nasiljem, ker ni bilo zabave več zgolj v glediščih in kinodvoranah, kjer je bilo poprej takšno predvajanje za otroke prepovedano. V medijih pa velja načelo svobode govora, kar pomeni, da lahko oglaševalci v svojih kampanijah zaradi tega prosto uporabljajo tudi nasilne vložke, upoštevati morajo le razne pravilnike večjih korporacij oziroma strani, kjer oglašujejo, ki pa se tudi razlikujejo po državah. V Nemčiji je pri določenih korporacijah prepovedno oglaševanje scientologije, v Franciji pa to ni prepovedano, ampak zgolj omejeno (oglasi ne smejo ciljati na mladoletne).
Danes se borijo proti pretirani svobodi izražanja in opozarjajo na razumne omejitve v individualnih pravicah oglaševanja za dobrobit celotne družbe. Tako se s Kanadsko listino o pravicah v nekaterih državah razume, da ima vsako podjetje, ki uporablja javne valove pri oglaševanju družbeno odgovornost (ravnajo se po pravilnikih radiev v državni lasti). V Kanadi so leta 1993 sprejeli tudi pravilnik, ki jasno obravnava nasilje vseh privatiziranih televizijskih postaj in omrežj, ki je obnovljen vsakih pet let. Pravilnik vsebuje naslednja določila:
- Prepoved predvajanja programov, ki vključujejo neupravičeno nasilje in ki spodbujajo, ali poveličujejo nasilna dejanja.
- Določili so uro (21:00), do katere se lahko predvaja samo nasilje primerno za otroke.
- Obljuba, da se razvije sistem razvrščanja programov.
- Zavezanost k občutljivosti in pozornosti do nasilja nad ranljivimi skupinami (ženske in manjšine).
- Izjava, da nasilje ne bo prikazano kot prednostni način reševanja problemov ali kot osrednja tema otroških programov in otroški programi ne bodo nudili nevarnega posnemanja.[5]

### Internet in kaj lahko storimo
Največji problem dandanes je, poleg vseh možnih funkcij, ki jih nudi televizijska oprema (ogled vsebin za nazaj, snemanje), kar otrokom omogoča tudi ogled vsebin, ki so izven tistih, ki so namenjene njim, internet. Internet je dostopen vsakomur in smo v stiku z njim skoraj vsak dan. Vedno več popularnih spletnih strani še povečuje količino časa, preživetega na internetu in s tem se povečuje tveganje izpostavljenosti nasilju. Televizija in filmi prikazujejo grafično nasilje in lahko sicer le redko vidimo dejansko nasilje. Na internetu pa imamo veliko večji dostop do slik ali posnetkov pravega nasilja. Veliko spletnih strani ima pravila, katere morajo uporabniki upoštevati, drugače izgubijo svoj račun, ampak ta pravila niso venomer in povsod upoštevana, saj nasilni posnetki niso zmeraj pravočasno odstranjeni in so otroci še v večjem stiku z nasilnimi oglasi, slikami, videoposnetki. Pomembno je, da se zavedamo vseh težav, ki jih mediji prinašajo, to nadzorujemo in se o tem pogovarjamo z otroki. Razložiti je potrebno, da nasilen oglas ni prikaz resničnosti in ga ne smemo posnemati.